# Matagalls
Le Matagalls est une montagne culminant à 1 697 m située en Espagne, dans la communauté autonome de Catalogne. Elle se situe dans le massif du Montseny, entre les communes d'El Brull et Viladrau dans l'Osona, et de Montseny dans le Vallès Oriental.
Au sommet, se trouve un poste de triangulation, ainsi qu'une croix aux dimensions considérables, consacrée à Jacint Verdaguer.

## Panorama
Depuis le sommet du Matagalls, il est possible de voir une grande partie de la cordillère littorale et la cordillère pré-littorale (Collserola, Sant Llorenç del Munt, Garraf, massif des Guilleries), des montagnes pré-pyrénéennes, telles que le Montsec, le massif du Pedraforca et la serra del Cadí, et pyrénéennes, parmi lesquelles le Puigmal et le pic du Canigou. Il est aussi possible d'apercevoir, par temps clair et sans nuages, les îles Baléares.

## Accès au sommet

### Depuis le col de Formic

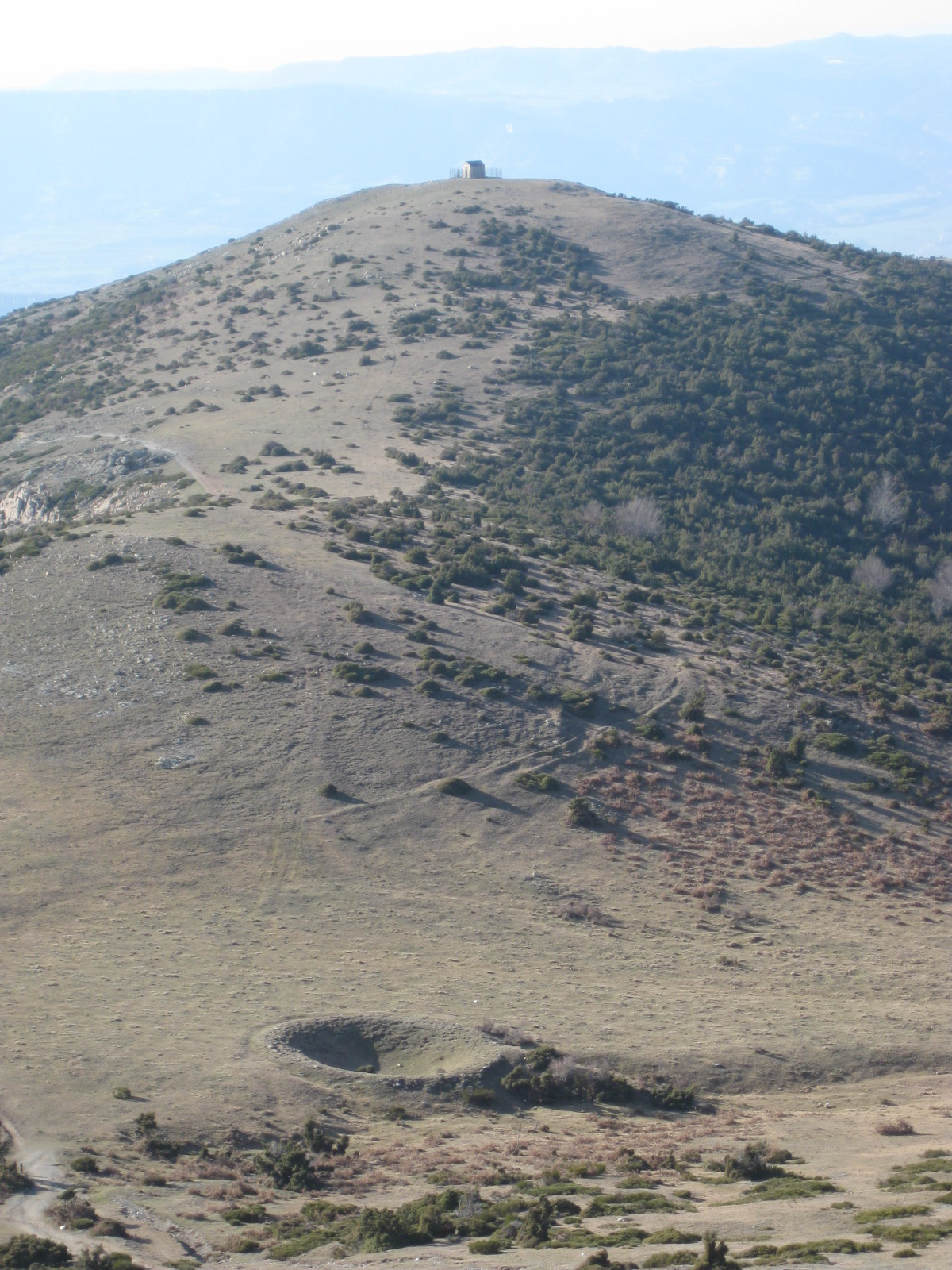
Vue sur le sommet du Matagalls.

L'accès depuis le col de Formic constitue l'ascension la plus courte et la plus facile du Matagalls. Avec 550 m de dénivelé, la montée peut s'effectuer en une heure et quart. Les journées de grande visibilité, le chemin offre de larges vues panoramiques. C'est le chemin le plus fréquenté. Il commence à Collformic (1 145 m) et arrive rapidement à une croix qui commémore la mort de 110 libéraux. Il passe près de la ferme de Santandreu de la Castaña (1 215 m). Le chemin passe ensuite par le plan de la Barraca (1 370 m) puis par le cerro Gordo (1 525 m). Par la suite, il passe par le collet de l'Estanyol (1 530 m) et par le collet de los Lobos (1 569 m). 

### Depuis Sant Segimon
Il est aussi possible d'accéder au sommet du Matagalls depuis le sanctuaire de Sant Segimon (1 230 m). Cet itinéraire est balisé et correspond au chemin de randonnée PR C-205. Le chemin n'est pas très fréquenté. Il  passe par le col de Saprunera (1 393 m), le plan de los Enebros (1 500 m) et par le collet de la Fuente de Matagalls (1 561 m). Avant d'arriver à la cime, il passe par le collet del Prat Xic (1 590 m) et par le plan de las Saleres (1 645 m).

## Rassemblement du Matagalls
Chaque année, le deuxième dimanche de juillet, se déroule l'aplec de Matagalls. 